# Kōnstantinos Karamanlīs
Kōnstantinos Karamanlīs (in greco Κωνσταντίνος Καραμανλής?; Serres, 8 marzo 1907 – Atene, 23 aprile 1998) è stato un politico greco, che ha svolto l'incarico di Primo ministro dal 1955 al 1963 e dal 1974 al 1980, e di Presidente della Repubblica Ellenica dal 1980 al 1985 e dal 1990 al 1995.

## Carriera politica
Dopo aver ricoperto il ruolo di ministro del lavori pubblici dal 1952 sotto il governo del generale Alexandros Papagos, alla morte di Papagos, nel 1955, il Re Paolo I lo chiama a sorpresa a ricoprire il ruolo di primo ministro del Regno di Grecia.
Karamanlīs assume anche la guida dell'ERE (unione radicale nazionale) il partito di centro destra, fondato da Papagos. Sotto i suoi governi la Grecia conoscerà un notevole sviluppo economico. Vince le elezioni nel 1958 e nel 1961.
Si dimette, per contrasti con la famiglia reale, nel 1963, partecipa alle elezioni di quello stesso anno, ma, sconfitto, si ritira a Parigi in esilio volontario. Resterà in Francia fino al 1974, dato che nel 1967 in Grecia viene instaurata la dittatura dei colonnelli.
Il 24 luglio 1974, torna ad Atene, richiamato in patria dal generale Dīmītrios Iōannidīs, per formare un governo civile di salvezza nazionale per risolvere la crisi di Cipro, seguita al tentato golpe filo-greco sull'isola fomentato dalla giunta di Atene.
Fonda il partito Nuova Democrazia e vince le elezioni nel 1974 e nel 1977. Sotto il suo governo si tiene il referendum che sancirà la nascita dell'attuale Repubblica Greca, con il 69% dei voti, contro 31% per la monarchia. Sempre sotto il suo governo verrà redatta l'attuale costituzione greca. Tratterà l'ingresso della Grecia nella Comunità Economica Europea.
Il 15 maggio 1980, eletto presidente della Repubblica Ellenica, lascia la guida del governo a Giorgio Rallis. Il 10 marzo 1985, certo della mancata rielezione, si dimette. Viene rieletto il 4 marzo 1990 e resta in carica fino al 10 marzo 1995. Dopo la morte i seguaci lo chiameranno "l'etnarca".